# 田部香蔵

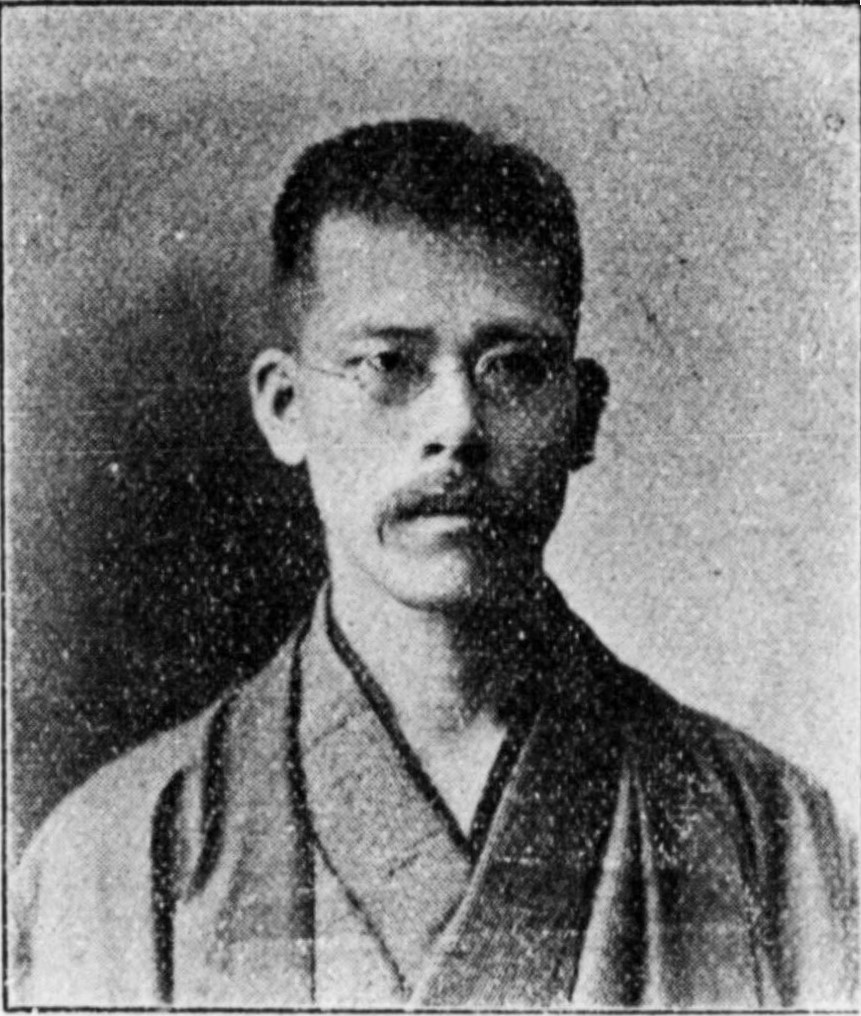
田部香蔵

田部 香蔵（たなべ こうぞう、1864年3月17日（元治元年2月10日） - 1923年（大正12年）10月5日）は、日本の政治家、衆議院議員（1期）。

## 経歴
広島県出身。田部百合、ナヲの長男として生まれた。1882年、明治法律学校卒。広島県商工諮問会委員、町村組合会議員、所得税調査委員、比婆郡徴兵参事員、比婆郡会議員、同議長、比婆郡農会代表者、広島県農工銀行監査役、同頭取となる。
1902年の第7回衆議院議員総選挙において広島県郡部から憲政本党公認で立候補して当選した。衆議院議員を1期務め、1903年の第8回衆議院議員総選挙で落選した。1923年に死去した。

## 親族
- 弟 鹿島房次郎（実業家、神戸市長）[3]